# Ichneumon daphne
Ichneumon daphne là một loài tò vò trong họ Ichneumonidae.